# Parafia Matki Boskiej Różańcowej w Nędzy
Parafia Matki Boskiej Różańcowej w Nędzy należy do diecezji gliwickiej (dekanat Kuźnia Raciborska).

## Historia
Świątynia w Nędzy pierwotnie była kościołem filialnym parafii św. Jadwigi w Markowicach. Starania o wzniesienie nowego kościoła rozpoczęto w 1905 roku. 20 kwietnia 1908 roku poświęcono kamień węgielny, a 4 października 1908 roku poświęcono nowo wybudowany kościół.
W 1914 roku powstał przykościelny cmentarz, pierwszy spoczął na nim wójt Nędzy - Józef Czogalla.
21 kwietnia 1926 roku poświęcono i oddano do użytku klasztor sióstr zakonnych, w tymże roku oddano do użytku także plebanię.
Samodzielną parafię w Nędzy utworzono od 26 października 1926 roku. Pierwszym proboszczem został ksiądz Jerzy Wotzka. 
Świątynię powiększono w 1928 roku. Równolegle zaczęto budować dom parafialny oraz kaplicę cmentarną, które ukończono w 1930 roku. Kardynał Adolf Bertram dokonał poświęcenia budowli 5 października 1930 roku.
W 1984 roku powstał nowy budynek domu zakonnego.

## Miejscowości należące do parafii
- Nędza, Szymocice